# Лемовии
Лемовии — восточно-германское племя, обитавшее на берегу Балтийского моря, на запад от Вислы. Единственное упоминание о них находится у Тацита: «За лугиями живут готоны, которыми правят цари, и уже несколько жестче, чем у других народов Германии, однако ещё не вполне самовластно. Далее, у самого Океана, — ругии и лемовии; отличительная особенность всех этих племён — круглые щиты, короткие мечи и покорность царям» (Германия, 44).
Цейс, а потом Коссинна (Die ethnologische Stellung der Ostgermanen), опираясь на прочтение текста Птолемея, предполагали, что правильное написание этого имени – leuonii. Против такого понимания выступал Ф. А. Браун, и вопрос остаётся открытым. Согласно этимологии Брауна, значение имени «лемовии» будет «слабый человек, неженка».
По мнению М. Б. Щукина, впоследствии готский историограф Иордан объединил лемовиев и ругиев под именем ульмеругов. Если это так, то лемовии могут быть носителями «вельбаркской культуры «стреф» А и В, а может быть, и густовской группы западного Поморья, побережья Грайфсвальдерского залива и острова Рюген». 